# أنتوني ليك
أنتوني ليك (بالإنجليزية: Anthony Lake) (و. 1939 – م) هو عالم سياسة، وبروفيسور (أستاذ جامعي) من الولايات المتحدة الأمريكية ولد في مدينة نيويورك.
وهو عضو في الحزب الديمقراطي الأمريكي .

## التعليم
تعلم في كلية هارفارد، وجامعة هارفارد، وجامعة برنستون.

## مناصب وهيئات
أدار جامعة جورجتاون.

## روابط خارجية
- أنتوني ليك على موقع الموسوعة البريطانية (الإنجليزية)
- أنتوني ليك على موقع مونزينجر (الألمانية)
- أنتوني ليك على موقع إن إن دي بي (الإنجليزية)